# Hedwig von Schlichting
Hedwig von Schlichting (* 29. Oktober 1861 in Berlin; † 14. (oder 17.) November 1924 in Hamburg) war eine deutsche Krankenschwester, Gründerin eines Schwesternvereins und Oberin eines Krankenhauses.

## Leben
Hedwig von Schlichting wurde als Tochter des Offiziers und Militärschriftstellers Sigismund von Schlichting in der Berliner Kriegsakademie geboren. Schon früh fühlte sie sich zur Rotkreuzbewegung hingezogen. Sie absolvierte deshalb ihre Pflegeausbildung an der Krankenpflegeschule des Augusta-Hospitals in Berlin. Der Träger dieser Krankenpflegeschule war der „Frauen-Lazarettverein“ des Deutschen Roten Kreuzes, der von Kaiserin Augusta unterstützt wurde. Die ärztliche Leitung dieser Schule oblag dem Internisten Hermann Senator sowie dem Chirurgen Ernst Küster.
Nach ihrer Pflegeausbildung beim Roten Kreuz sammelte Schlichting weitere pflegerische Berufserfahrung im Berliner evangelischen Elisabeth-Krankenhaus, das von Johann Evangelista Goßner gegründet worden war. Goßner ging es maßgeblich darum, den Krankenpflegerinnen einen seelsorgerlichen Auftrag zuzuweisen. Auch schwebte ihm ein autoritär-theologischer Führungsstil innerhalb einer Schwesternschaft vor. Diese Einstellungen wurden von Hedwig von Schlichting in ihre konzeptionellen Vorstellungen über Pflege übernommen.
Der Berliner Zeit von Schlichtings folgte eine Zeit als Krankenpflegerin in Baden. Sie wechselte in den von Großherzogin Luise gegründeten ältesten und mitgliederstärksten Karlsruher Rotkreuzverein, der einen Gestellungsvertrag mit wichtigen Krankenhäusern in Baden unterhielt. So wurde sie am 1. Juli 1889 Oberin der Chirurgischen Universitätsklinik in Heidelberg, die zu diesem Zeitpunkt von dem renommierten Chirurgen Vincenz Czerny geleitet und ausgebaut wurde. Hier erweiterte Hedwig von Schlichting ihre pflegerischen Kenntnisse und partizipierte an neuen Entwicklungen im Bereich der Anästhesie, der chirurgischen Operationsmethodik sowie der entstehenden Onkologie. Diese frühe Arbeit im Bereich der Onkologie sollte später von Pia Bauer, der Pionierin der onkologischen Pflege, die ebenfalls der Rotkreuzschwesternschaft Karlsruhe entstammte, fortgeführt werden.

### Erika-Schwesternschaft
1894 wurde Hedwig von Schlichting in das neue Allgemeine Krankenhaus in Eppendorf bei Hamburg mit dem Arbeitsauftrag berufen, dort eine säkulare, von Kirchen- und Wohlfahrtsverbänden unabhängige Schwesternschaft aufzubauen, deren Vorbild dennoch das Mutterhausprinzip sein sollte. Gebildete evangelische Frauen aus den gehobenen gesellschaftlichen Schichten sollten in der nun ins Leben gerufenen „Erika-Schwesternschaft“ eine fundierte Pflegeausbildung erhalten und die Pflege, die bislang durch den Wärter- und Wärterinnenstand der unteren gesellschaftlichen Schichten geleistet wurde, sukzessive ersetzen. Hedwig von Schlichting setzte die Schwestern der Erika-Schwesternschaft auch auf Männerstationen ein, was angesichts der moralischen Meinungen der damaligen Zeit nicht unbedingt einfach war. Da jedoch auf männliche Wärter in der Pflege verzichtet werden sollte, blieb kaum eine andere Wahl, als diesen Schritt zu akzeptieren. Da Hedwig von Schlichting ihren Krankenpflegerinnen auch seelsorgerliche Aufgaben übertragen wollte und einen autoritären Führungsstil verfolgte, kam es zu Meinungsverschiedenheiten mit dem Krankenhausdirektor Theodor Rumpf. Dieser trat aufgrund der Probleme mit Hedwig von Schlichting von seinem Amt zurück. Ein Jahr später musste allerdings auch Hedwig von Schlichting ihre Position als Oberin aufgeben, weil der zuständige Ausschuss der Hamburger Bürgerschaft ihre Arbeit nicht länger tolerierte und ihr nahelegte, ihren Wirkungsradius auf die Position der Leiterin der Erika-Schwestern zu beschränken.

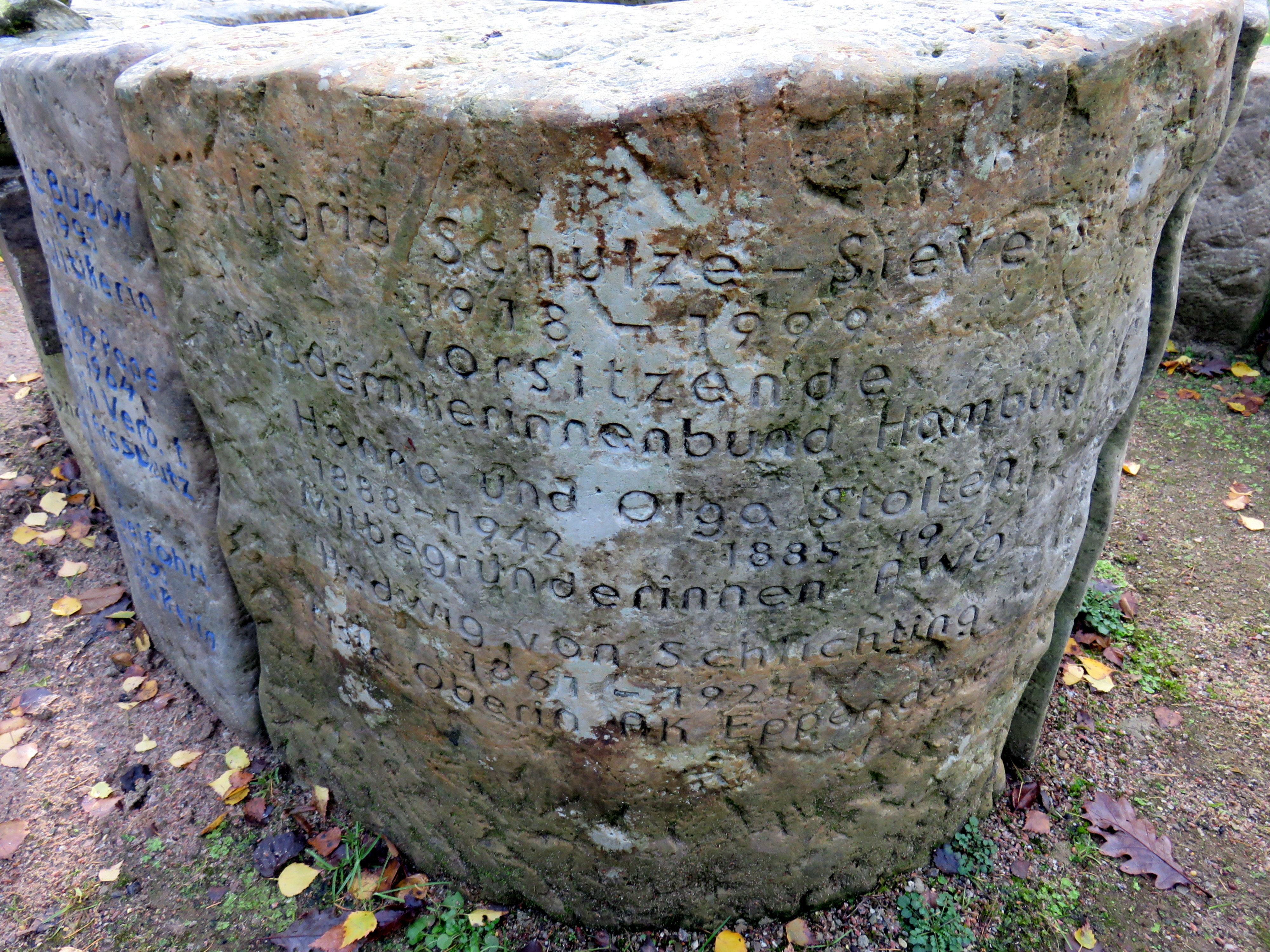
Erinnerungsstein, Garten der Frauen auf dem Friedhof Ohlsdorf

1902 rief Hedwig von Schlichting den Deutschen Schwestern-Verein ins Leben mit dem Ziel, diesen zu einer nationalen deutschen Schwesternschaft auszubauen. 1903 bekam sie die Erlaubnis, eine private Krankenanstalt zu betreiben. So konnte sie ihre Position als Oberin des Allgemeinen Krankenhauses in Eppendorf aufgeben. Die Idee, eine nationale deutsche Schwesternschaft nach dem Mutterhausprinzip mit den Ideen Johann Evangelista Goßners aufbauen zu wollen, erwies sich als nicht zeitgemäß und somit nicht mehr durchführbar. Im Jahr 1919 übergab Hedwig von Schlichting ihre Privatanstalt in ärztliche Hand. 
An Hedwig von Schlichting wird mit einem Erinnerungsstein im Garten der Frauen auf dem Ohlsdorfer Friedhof in Hamburg gedacht.